# 田村はつゑ
田村 はつゑ（たむら はつえ、1935年〈昭和10年〉9月12日 - 2024年〈令和6年〉4月30日）は、日本の調理師。500円で食べ放題のバイキング形式の食堂「はっちゃんショップ」の経営者として話題を集めた。

## 経歴
1935年9月、群馬県桐生市に長女として出生。父親は機織り機の修理業、母親は機屋で働くという家庭だった。1938年、渡良瀬川の氾濫によって家をなくし、その後父親は太平洋戦争で軍に行った。終戦後、10歳にして奉公に出された。このため、まともに学校に行くことができず、晩年になっても読み書きできるのは平仮名だけだった。
1957年、3歳年上の男性と結婚。1959年には長女をもうける。
1997年、長年勤めたパチンコ製造会社が倒産。同年、桐生市相生町の自宅物置を改装し、500円で食べ放題のバイキング形式の食堂「はっちゃんショップ」を開業。
2024年4月30日、88歳で死去。喪主は次男が務め、5月3日には告別式が執り行われた。

## 経営
遠方から来店した客には無料にすることもあり、毎月7万円の赤字を出した。また、小学6年生までの子供も無料にしていた。
品目はご飯・みそ汁のほか、ブリの煮物、焼きそば、鶏皮の炒めものなど10品目以上。総菜は日替わり。午前11時半には店を開け、30席ほどの店内はすぐに満席になった。

## 出演
- 一滴の向こう側（BSフジ、2015年8月）[8]
- あさチャン!（TBS、2017年9月13日）[10]
- ザ・ノンフィクション（フジテレビ、2020年8月9日）[11]